# Schistidium absconditum
Schistidium absconditum là một loài Rêu trong họ Grimmiaceae. Loài này được (Cardot) Ochyra mô tả khoa học đầu tiên năm 1998.